# Jules Toutain
Jules François Toutain (geboren am 20. November 1865 in Vincennes; gestorben am 18. Januar 1961 in Paris) war ein französischer Klassischer Archäologe und Religionshistoriker, Ausgräber von Alesia, Übersetzer, Schulbuchautor und Professor an der École pratique des hautes études.

## Studium und erste Tätigkeit in Nordafrika
Jules Toutain begann nach dem Besuch des Pariser Lycée Charlemagne im Jahr 1885 ein Studium an der Elitehochschule École normale supérieure in Paris, das er 1888 mit der Agrégation in Geschichte und Geographie abschloss. Noch im gleichen Jahr trat er als Inspektor in den Antikendienst des französischen Protektorats in Tunesien, den René du Coudray de La Blanchère, persönlich für die Ernennung der Inspektoren zuständig, 1885 eingerichtet hatte. La Blanchère vertraute Jules Toutain die Bearbeitung der Sammlung im Musée Aloui, dem späteren Nationalmuseum von Bardo, an. Zugleich beauftragte er ihn mit der archäologischen Untersuchung der Insel Tabarca vor der tunesischen Küste. Erste wissenschaftliche Frucht der Museumsarbeit war die kommentierte Edition der Inschrift des ansonsten unbekannten Prokurators P. Licinius Papirianus aus El Kef, dem antiken Sicca Veneria.

## Mitglied der École française de Rome
Im Jahr 1890 wurde Jules Toutain als Kenner Nordafrikas Mitglied der École française de Rome. Damit war er der erste einer Serie von Mitgliedern der École, die bis in die 1960er-Jahre je eines ihrer Mitglieder für die Erforschung Nordafrikas ein- und abstellte. Jules Toutain erforschte daher im Frühjahr 1891 die Kabylei, insbesondere die Orte Tigzirt – das antike Iomnium – und Taksabt in Algerien, dann den Norden Tunesiens. In der Nähe von Zaouia Gdima (pagus Maercurialis) fand er einen römischen Meilenstein. In Mai und Juni desselben Jahres untersuchte er Djebel Boukornine, wo er das Heiligtum des Saturnus Balcaranensis entdeckte. Es wurde Thema seiner Dissertation. Es folgten Reisen nach Uthina und Bab Khalled nahe Zaghouan.
Das Jahr 1892 war überwiegend der Ausgrabung von Simitthu, dem modernen Chemtou, gewidmet. Allerdings hatten weder er noch die École française den Ort für eine Untersuchung ausgewählt, sondern die Académie des inscriptions et belles-lettres auf Anregung des Epigraphikers René Cagnat. Cagnat erwartete sich umfangreiche Inschriftenfunde, nachdem einige Stücke bei Steinbrucharbeiten entdeckt und bekannt gemacht worden waren. Die Grabungsbedingungen waren schwierig und erbrachten nicht die von Cagnat erwarteten Inschriftenfunde. Obgleich die Untersuchung ergiebig war, das Forum der Stadt, ein Theater und eine Nekropole zutage förderte, entschied die École française die Ausgrabung von Simitthu einzustellen – erst im Jahr 1965 nahm sich die Forschung in Form deutsch-tunesischer Ausgrabungen dieser Stätte wieder an. Enttäuscht zog sich Jules Toutain aus Nordafrika zurück und behandelte Themen dieses Gebietes nur noch im Rahmen seiner Doktorarbeit. Sowohl mit seiner ersten Doktoratsarbeit Les cités romaines de Tunisie. Essai sur l’histoire de la colonisation romaine dans l’Afrique du Nord als auch mit seiner im französischen System der Zeit vorgesehenen zweiten Arbeit De Saturni dei in Africa romana cultu befruchtete er die wissenschaftliche Auseinandersetzung mit Nordafrika in der Antike.

## Religionshistoriker
Nach seinem Ausscheiden aus der École française de Rome wurde Jules Toutain Maître de conférences an der geisteswissenschaftlichen Fakultät der Universität Caen, 1895 erfolgte die Promotion an der École normale supérieure in Paris. Ausgehend von der Beschäftigung mit dem Heiligtum des Saturn in Djebel Boukornine wandte sich Jules Toutain, im Jahr 1898 zunächst als Maître de conférences an die École pratique des hautes études berufen, der römischen Religion als einem Schwerpunkt seiner Forschungen zu. Niederschlag fand dies zunächst in einigen wenigen Beiträgen zum Dictionnaire des Antiquités Grecques et Romaines, erstmals im Band 3,1 aus dem Jahr 1900, für den er unter anderem das Stichwort Ianus bearbeitete. Von Anbeginn trat Toutain in scharfe Konkurrenz zu dem belgischen Religionshistoriker Franz Cumont. Der Streit zwischen beiden entwickelte sich um den Einfluss östlicher Kulte auf das religiöse Leben im Römischen Reich. Während Cumont eine umfassende Durchdringung konstatierte, sah Toutain den Einfluss als begrenzt und nur lokal bedingt stärker wirkend an. Die wissenschaftlichen Zeitgenossen versammelten sich überwiegend hinter Cumont, der auch die entsprechenden Beiträge für das Dictionnaire des Antiquités verfassen sollte, während Toutain rein römische Gottheiten abhandelte. Gleichwohl publizierte Jules Toutain zwischen 1907 und 1920 sein dreibändiges Les Cultes païens dans l’Empire romain über die römischen Kulte. Im Jahr 1908 wurde er Professor an der 5. Sektion der École pratique des hautes études, an der er dann bis zu seinem Ruhestand 1934 als Professor für römische Religion lehrte. Die Forschung nach Toutain und Cumont tendiert letztlich dazu, die Position Toutains, der sich vor allem auch auf das inschriftliche Material zu den Kulten berief und sich damit nach eigenen Worten auf einem „terrain solide“ befand, zu unterstützen.

## Alesia
Als Professor an der École pratique des hautes études fand Jules Toutain ein neues Betätigungsfeld: die Ausgrabungen von Alesia. Toutain, Präsident der naturwissenschaftlichen Gesellschaft von Semur-en-Auxois, griff den bis dahin verantwortlichen Ausgräber Émile Espérandieu scharf an. Émile Espérandieu zog sich daraufhin zurück und Toutain wurde im Jahr 1910 Leiter der Ausgrabungen. Bis 1958 sollte er das Feld der archäologischen Ausgrabung in Alesia dominieren, sich mit seinen Deutungen der Befunde und Ansichten zum Beispiel gegen Jérôme Carcopino allerdings nicht durchsetzen. Zu den Ergebnissen seiner Forschungen gehören die Freilegung des Theaters und des Forums in Alesia.

## Autor und Übersetzer
Neben seiner wissenschaftlichen Arbeit fand Jules Toutain immer wieder die Zeit, sich an der Übersetzung wissenschaftlich wichtiger Werke zu beteiligen oder sie selbst zu betreiben. Darüber hinaus war er an der Erstellung von nicht weniger als 17 Büchern für den historischen Unterricht der Sekundarstufe beteiligt, die alle in Zusammenarbeit mit dem Historiker, Lehrer und Schulbuchautor Désiré Blanchet, zur Zeit von Toutains Schulbesuch selbst noch Lehrer am Lycée Charlemagne, zwischen 1897 und 1931 entstanden und zahlreiche Auflagen erlebten. Noch weiter zurück reicht seine Beteiligung an der Übersetzung von Theodor Mommsens Römische Geschichte, die er über viele Bände bereicherte. Zudem übersetzte er bereits 1893 Wolfgang Helbigs Führer durch die öffentlichen Sammlungen klassischer Altertümer in Rom, dessen erste Auflage 1892 erschienen war. Zwischen 1893 und 1911 übertrug er zudem James George Frazers The Golden Bough: A Study in Magic and Religion.

## Publikationen (Auswahl)

### Wissenschaftliche Monographien (Auswahl)
Bedeutende Aufsätze von Jules Toutain wurden oft als gesonderte Monographien gedruckt, werden hier aber nicht berücksichtigt.
- De Saturni dei in Africa romana cultu. Belin Frères, Paris 1894 (Digitalisat).
- Les cités romaines de la Tunisie. Essai sur l’histoire dela Colonisation romaine dans l’Afrique du Nord. Ernest Thorin, Paris 1895 (Digitalisat).
- Alesia. Son histoire, sa résurrection (= Revue Pro Alésia. Supplement 2). Armand Colin, Paris 1912.
- Les cultes païens dans l’Empire romain. 3 Bände. Leroux, Paris 1907–1920 (Digitalisat Band 1).
- L’économie antique (= L’Évolution de l’humanité. Band 20). La Renaissance du Livre, Paris 1927.
- La Gaule antique vue dans Alésia. Delayance, La Charité-sur-Loire 1932.
- Un grand héros national: Vercingétorix. La Charité, La Charité-sur-Loire 1934.

### Schulbücher
Zusammen mit dem Historiker, Lehrer und Schulbuchautor Désiré Blanchet – nur 1. Auflagen unter Beteiligung von Jules Toutain:
- Cours complet d’histoire rédigé d’après les programmes de 1890 et 1891 à l’usage de l’enseignement secondaire classique et de l’enseignement secondaire moderne. Teil 2: Histoire de l’Europe et particulièrement de la France de 1270 à 1610. Belin Frères, Paris 1897.
- Cours complet d’histoire rédigé d’après les programmes de 1890 et 1891 à l’usage de l’enseignement secondaire classique et de l’enseignement secondaire moderne. Teil 1: Histoire de l’Europe et particulièrement de la France de 395 à 1270. 2. Auflage. Belin Frères, Paris 1898.
- Histoire de l’Orient et de la Grèce. Belin Frères, Paris 1902.
- Histoire contemporaine de 1815 à nos jours. Belin Frères, Paris 1904.
- Histoire de l’antiquité. Belin Frères, Paris 1904.
- Histoire du Moyen Âge. 3. Auflage. Belin Frères, Paris 1904.
- Histoire moderne. Belin Frères, Paris 1904.
- Histoire romaine et histoire du Moyen Âge jusqu’au dixième siècle. Belin Frères, Paris 1904.
- Histoire de France depuis le début du seizième siècle jusqu’en 1789. Belin Frères, Paris 1910.
- Histoire de France et histoire générale de 1789 à nos jours. 2. Auflage. Belin Frères, Paris 1910.
- L’histoire de France à l’école. Belin Frères, Paris 1915.
- Histoire générale et notions sommaires de révision de l’histoire de France. 37. Auflage. Belin Frères, Paris 1919.
- Histoire de l’Europe et particulièrement de la France depuis la fin du Ve jusqu’à la guerre de Cent ans Belin Frères, Paris 1925.
- Histoire de l’Europe et particulièrement de la France pendant les XIVe, XVe et XVIe siècles. Belin Frères, Saint-Cloud 1926.
- Histoire de l’Europe. Le Dix-septième et le Dix-huitième Siècle. Belin Frères, Saint-Cloud 1927.
- Histoire contemporaine jusqu’au milieu du XIXe siècle. Belin Frères, Paris 1929.
- Histoire contemporaine, depuis le milieu du XIXe siècle. Belin Frères, Saint-Cloud 1931.